# George Francis Hill
George Francis Hill (22 décembre 1867 - 18 octobre 1948) est le directeur et bibliothécaire principal du British Museum (1931-1936). Il est un spécialiste des médailles de la Renaissance.

## Jeunesse
George Hill est né à Brahmapur, en Inde. Son grand-père, Micaiah Hill, y a fondé l'avant-poste de la London Missionary Society et son père, Samuel John Hill, est en poste là-bas à la naissance de George. Il fréquente le Blackheath College (plus tard connu sous le nom d'Eltham College), suivi de l'University College de Londres et enfin du Merton College d'Oxford . Il étudie sous Percy Gardner à Merton, obtenant un diplôme de première classe en classiques . Là, il s'intéresse également à la numismatique. Il reçoit la médaille de la Royal Numismatic Society en 1915 .

## Carrière
En 1893, Hill rejoint le British Museum au département des monnaies et médailles. A cette époque, le département est le centre d'étude des monnaies grecques. Hill continue le travail de Barclay Head et Reginald Stuart Poole. En 1897 est publié le premier volume d'un catalogue de monnaies grecques. Hill produit ensuite des catalogues de nombreuses collections du British Museum dans sa région. En 1912, il devient conservateur du département . En 1931, il est nommé directeur et bibliothécaire principal du British Museum . En tant que directeur, il achète le Codex Sinaiticus de l'Union soviétique et, avec le Victoria and Albert Museum, la collection d'antiquités orientales George Eumorfopoulos.
Hill est rédacteur en chef du Journal of Hellenic Studies de 1898 à 1912. Il est anobli en 1933 .

## Vie privée
En 1897, il épouse Mary Paul, dont les parents vivent à Rome, en Italie. Il prend sa retraite en 1936 et est mort à Londres en 1948 ,.